# سنگده (ملایر)
سنگده (ملایر)، روستایی از توابع بخش زند شهرستان ملایر در استان همدان ایران است.

## جمعیت
این روستا در دهستان کمازان وسطی قرار دارد و براساس سرشماری مرکز آمار ایران در سال ۱۳۹۵، جمعیت آن ۵۶ نفر (۱۵خانوار) بوده‌است.